# 毛熙震
毛熙震，字裏無考，生卒年均不詳，約後晉高祖天福中前後在世。仕蜀，官秘書郎。好書能詞，《花間集》今存二十九首，詞多華麗。